# Església de Grundtvig

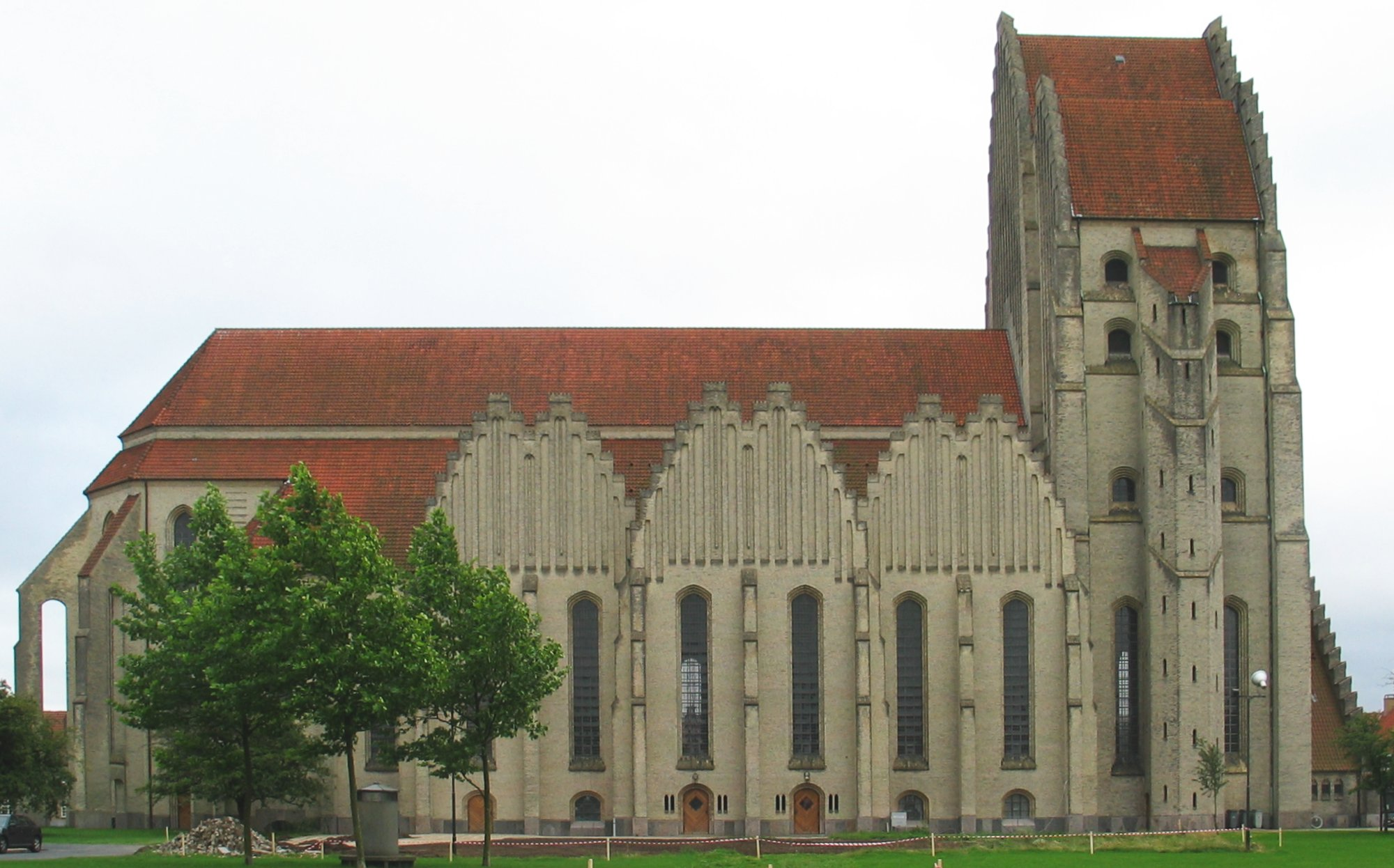
Vista des del nord.

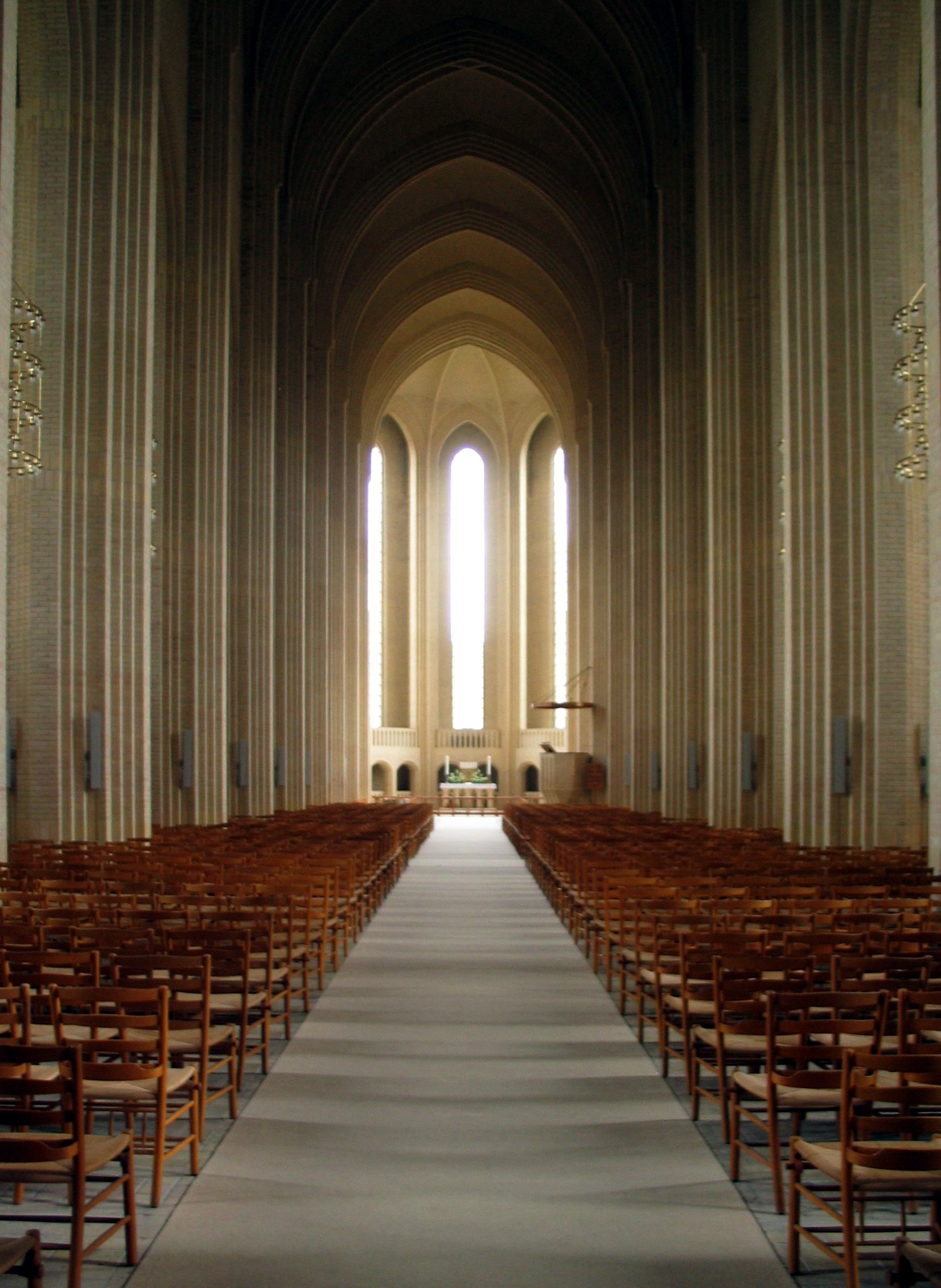
Vista interior des del cor.

L'església de Grundtvig al barri de Bispebjerg a Copenhaguen (Dinamarca), és, gràcies la seva originalitat, una de les esglésies més conegudes de la ciutat i un dels escassos exemples de temple expressionista.

## Característiques
L'església pren el nom del filòsof danès Nicolai Grundtvig. Es va fer un concurs d'arquitectura el 1913 que va guanyar Peder Klint. La primera pedra es va col·locar a la fi la Primera Guerra Mundial, el 8 de setembre de 1921, i la construcció va durar fins al 1926, encara que els últims treballs a l'interior i els edificis limítrofs van ser acabats el 1940 per Kaare Klint, fill de Peder Klint.
Peder Klint va aconseguir amb l'església de Grundtvig una síntesi arquitectònica. Va estudiar per al projecte una multitud de típiques esglésies de poble daneses, i es va inspirar tant en la forma de construcció tradicional, com en els materials i la decoració. Klint va fusionar les formes modernes i geomètriques de l'expressionisme de maó amb les línies clàssiques i amb la tendència cap al cel del gòtic. A través del cementiri del barri de Bispebjerg hi ha un llarg camí des de la portada principal de l'església que, junt amb els edificis limítrofs simètrics, formen gairebé un eix de perspectiva barroca.
La característica més vistosa de l'edifici és la façana occidental, que recorda a un westwerk o a un orgue, que amaga un campanar de 49 metres d'altura. Per a la nau central Klint va crear un gablet escalonat, tal com es poden observar sovint a les esglésies daneses, però va interpretar aquest element de forma innovadora i en va doblar el punt més alt. Les naus són de mides generoses: la longitud total de l'església llotja de tres naus és de 76 metres, amb una amplada de 35 metres i la nau central té una altura de 22 metres. L'interior, d'aires gòtics, té una capacitat de 1800 persones. S'ha construit amb 6 milions de maons grocs, un material típicament danès.
Durant el temps de construcció de l'església, al seu voltant, va sorgir un barri residencial que enquadra i fa ressaltar la presència del temple. L'església és accessible tot l'any per a visitants, també fora dels horaris de culte. A l'edifici també s'organitzen concerts especialment gràcies als dos orgues, l'orgue del cor, dissenyat per Kaare i el gran orgue, dissenyat per Esben Klint, fill de Kaare, ambdós construïts per Marcussen & Søn.

## Influències
A Reykjavík hi ha l'església de Hallgrímskirkja, un temple construït pocs anys després de l'església de Grundtvig, en el qual s'ha realitzat una síntesi similar de formes gòtiques i modernes.